# Ligne Asakusa
La ligne Toei Asakusa (都営地下鉄浅草線, Toei Chikatetsu Asakusa-sen) est une ligne du métro de Tokyo au Japon gérée par le Bureau des Transports de la Métropole de Tokyo (Toei). Elle relie la station de Nishi-Magome à celle d'Oshiage. S'étendant sur une distance de 18,4 km, elle traverse Tokyo du sud au nord-est en passant dans les arrondissements d'Ōta, Shinagawa, Minato, Chūō, Taitō et Sumida. Elle est également connue comme ligne 1. Sur les cartes, la ligne est de couleur rose et identifiée par la lettre A.
En pratique, du fait de l'interconnexion avec le réseau Keikyū à Sengakuji, la ligne est coupée en deux, formant deux sous-lignes : (Narita -) Oshiage - Sengakuji (- Haneda) et Sengakuji - Nishi-Magome ; seulement un quart des trains parcourent toute la ligne Asakusa.

## Histoire
La ligne Asakusa est la première ligne construite par le Gouvernement métropolitain de Tokyo. Son nom de projet était ligne 1 puis elle a été renommée ligne Asakusa en référence au quartier qu'elle traverse.
Le premier tronçon de 3,2 km entre Oshiage et Asakusabashi a été inauguré le 4 décembre 1960. La ligne est ensuite prolongée en plusieurs étapes, du nord au sud :
- Mai 1962 : d'Asakusabashi à Higashi-Nihonbashi
- Septembre 1962 : de Higashi-Nihonbashi à Ningyōchō
- Février 1963 : de Ningyōchō à Higashi-Ginza
- Décembre 1963 : de Higashi-Ginza à Shimbashi
- Octobre 1964 : de Shimbashi à Daimon
- Juin 1968 : de Daimon à Sengakuji (Mise en place de l'interconnexion avec le réseau Keikyū)
- Novembre 1968 : de Sengakuji à Nishi-Magome

## Interconnexions
La ligne est interconnectée à Sengakuji avec la ligne principale Keikyū de la compagnie Keikyū et à Oshiage avec la ligne Oshiage de la compagnie Keisei.

## Stations
La ligne comporte 20 stations, identifiées de A-01 à A-20.
| Numéro | Station            | Nom japonais | Distance (km) | Correspondances | Arrondissement |
| ------ | ------------------ | ------------ | ------------- | --- | -------------- |
| A01    | Nishi-Magome       | 西馬込       | 0             | | Ōta            |
| A02    | Magome             | 馬込         | 1,2           | | Ōta            |
| A03    | Nakanobu           | 中延         | 2,1           | Tōkyū : Ōimachi | Shinagawa      |
| A04    | Togoshi            | 戸越         | 3,2           | | Shinagawa      |
| A05    | Gotanda            | 五反田       | 4,2           | JR East : JY Yamanote Tōkyū : Ikegami                                                                                         | Shinagawa      |
| A06    | Takanawadai        | 高輪台       | 5,5           | | Minato         |
| A07    | Sengakuji          | 泉岳寺       | 6,9           | Keikyū : Keikyū (interconnexion)                                                                                              | Minato         |
| A08    | Mita               | 三田         | 8,0           | Toei : I Mita JR East : JK Keihin-Tōhoku (à Tamachi), JY Yamanote (à Tamachi)                                                 | Minato         |
| A09    | Daimon             | 大門         | 9,5           | Toei : E Ōedo JR East : JK Keihin-Tōhoku (à Hamamatsuchō), JY Yamanote (à Hamamatsuchō) MO Monorail de Tokyo (à Hamamatsuchō) | Minato         |
| A10    | Shimbashi          | 新橋         | 10,5          | Tokyo Metro : G Ginza JR East : JK Keihin-Tōhoku, JT Tōkaidō, JO Yokosuka, JY Yamanote New Transit Yurikamome : Yurikamome    | Minato         |
| A11    | Higashi-Ginza      | 東銀座       | 11,4          | Tokyo Metro : H Hibiya | Chūō           |
| A12    | Takarachō          | 宝町         | 12,2          | | Chūō           |
| A13    | Nihombashi         | 日本橋       | 13,0          | Tokyo Metro : G Ginza, T Tōzai                                                                                                | Chūō           |
| A14    | Ningyōchō          | 人形町       | 13,7          | Tokyo Metro : H Hibiya | Chūō           |
| A15    | Higashi-Nihombashi | 東日本橋     | 14,5          | Toei : S Shinjuku (à Bakuro-Yokoyama) JR East : JB Sōbu (à Bakurochō)                                                         | Chūō           |
| A16    | Asakusabashi       | 浅草橋       | 15,2          | JR East : JB Chūō-Sōbu | Taitō          |
| A17    | Kuramae            | 蔵前         | 15,9          | Toei : E Ōedo | Taitō          |
| A18    | Asakusa            | 浅草         | 16,8          | Tokyo Metro : G Ginza Tōbu : Skytree                                                                                          | Taitō          |
| A19    | Honjo-Azumabashi   | 本所吾妻橋   | 17,5          | | Sumida         |
| A20    | Oshiage            | 押上         | 18,3          | Keisei : Oshiage (interconnexion) Tokyo Metro : Z Hanzōmon                                                                    | Sumida         |

## Matériel roulant
La ligne Asakusa est parcourue par les trains des compagnies Toei, Keikyū, Keisei, Hokusō, Chiba New Town et Shibayama.

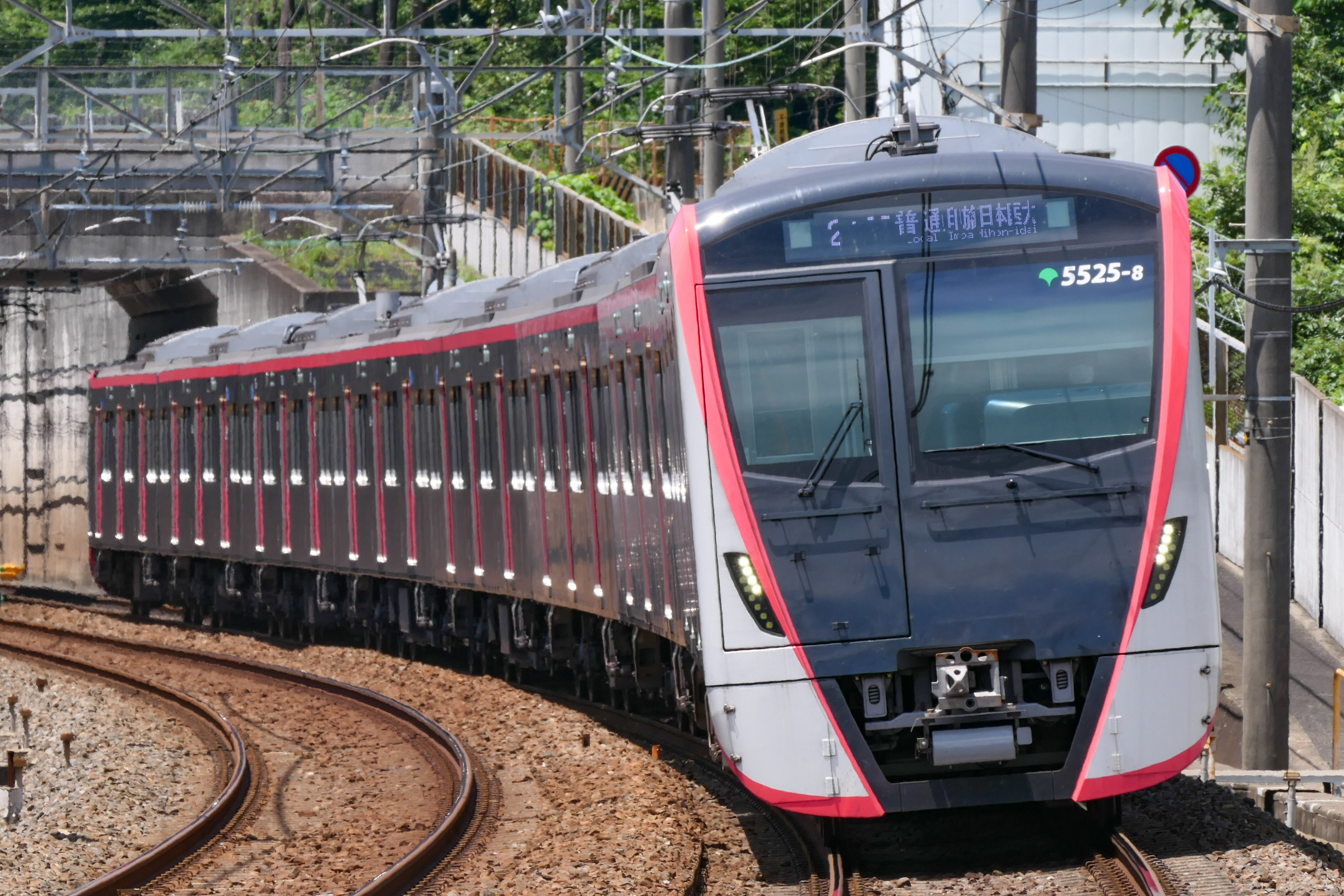
Toei série 5500
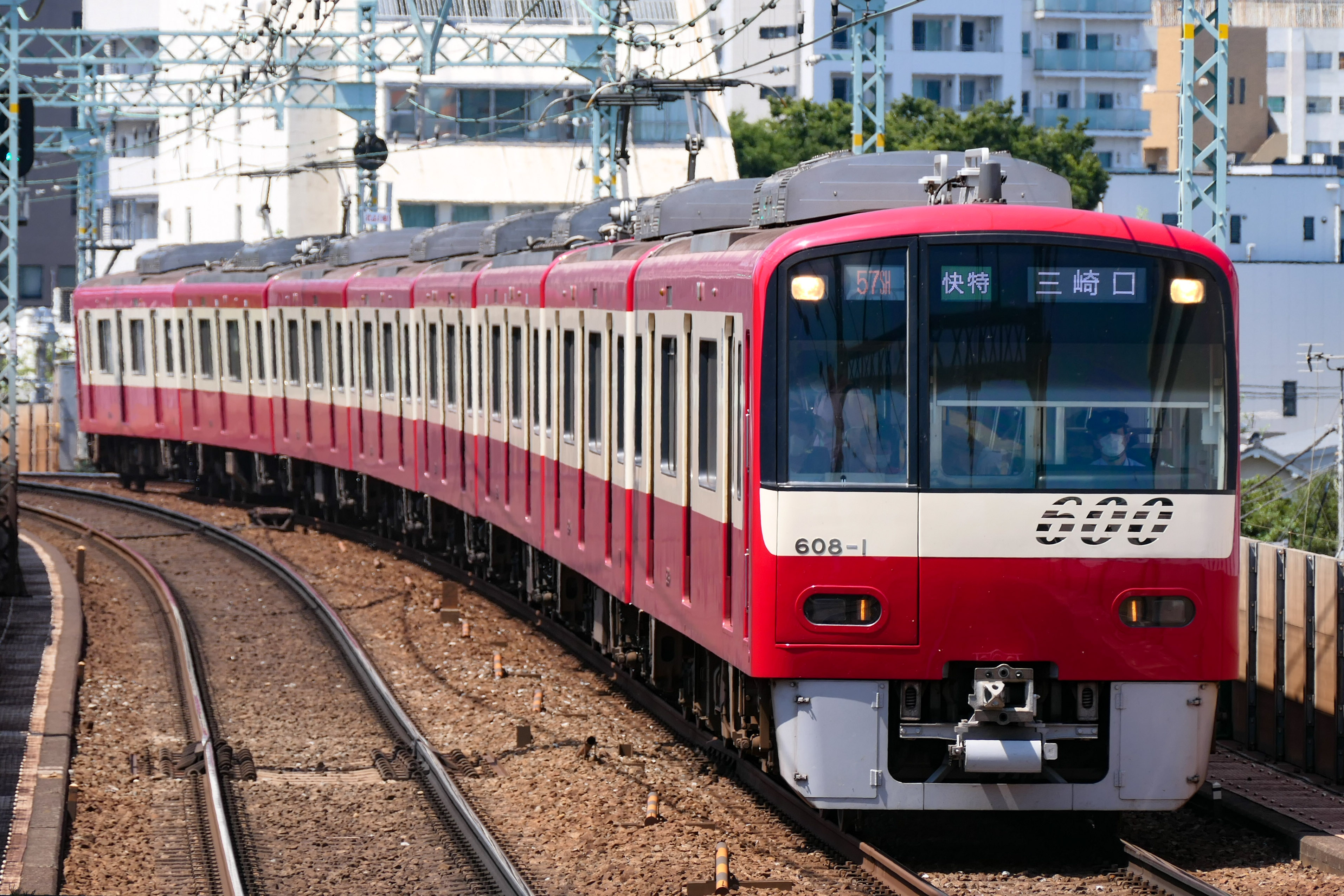
Keikyū série 600
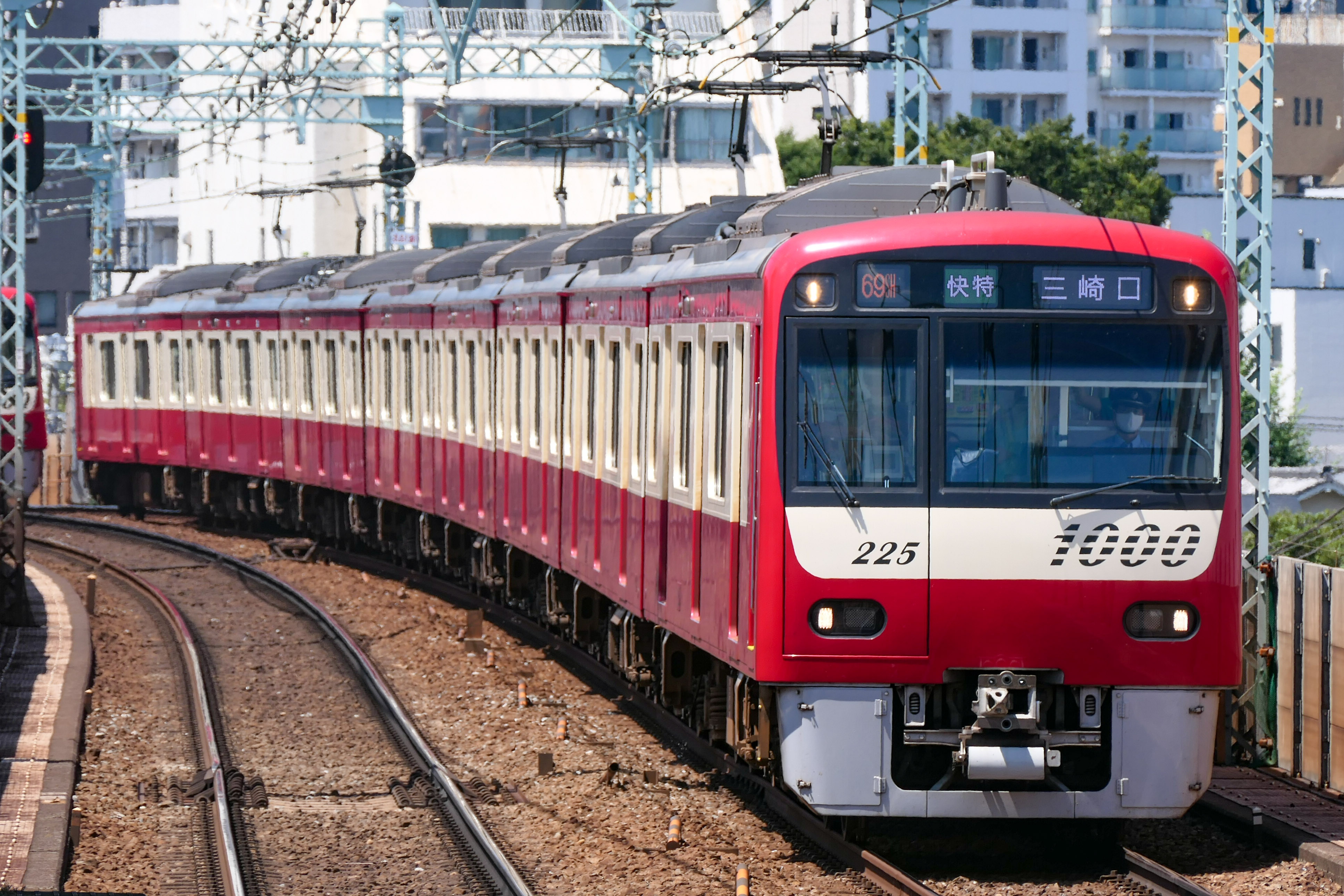
Keikyū série 1000
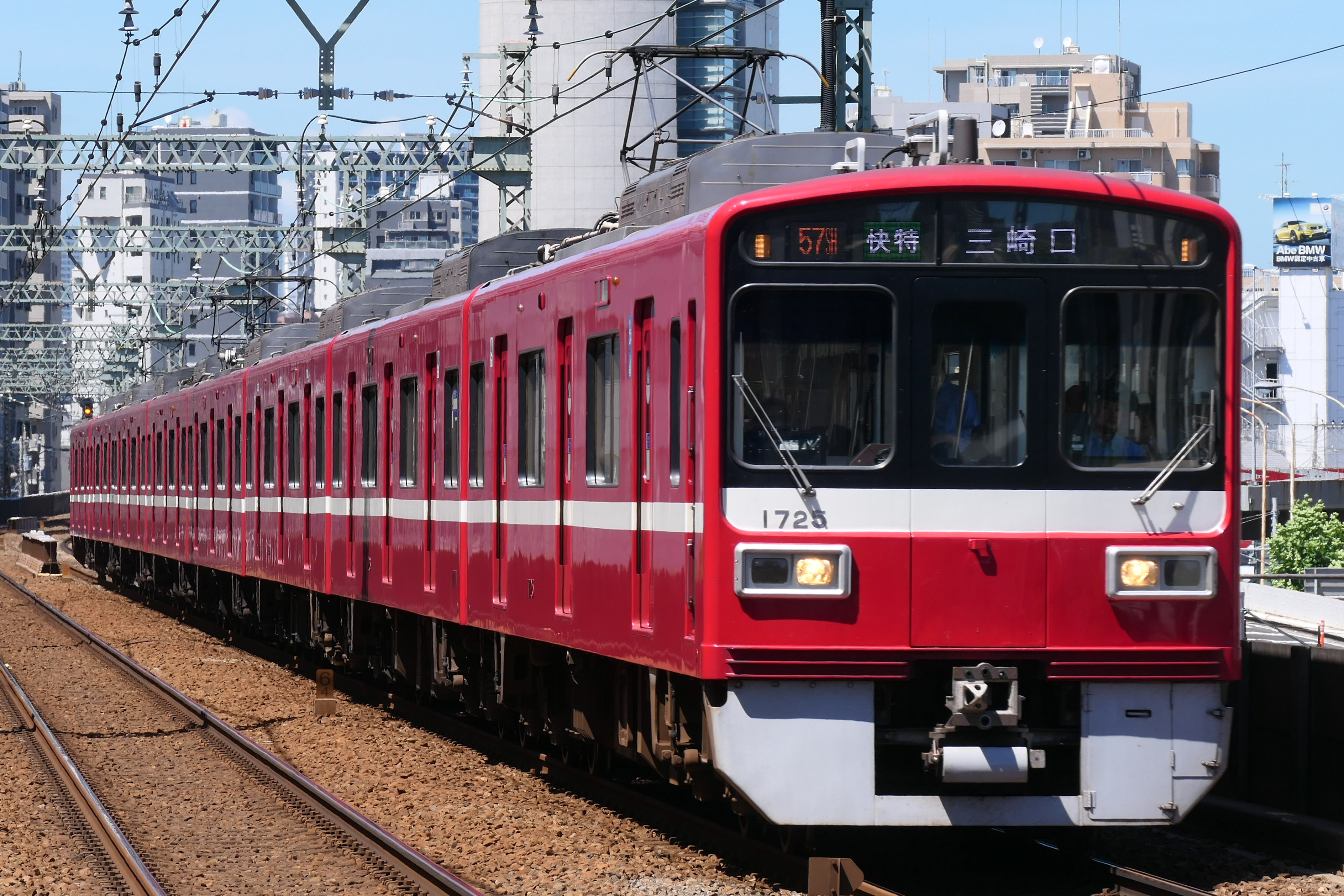
Keikyū série 1500
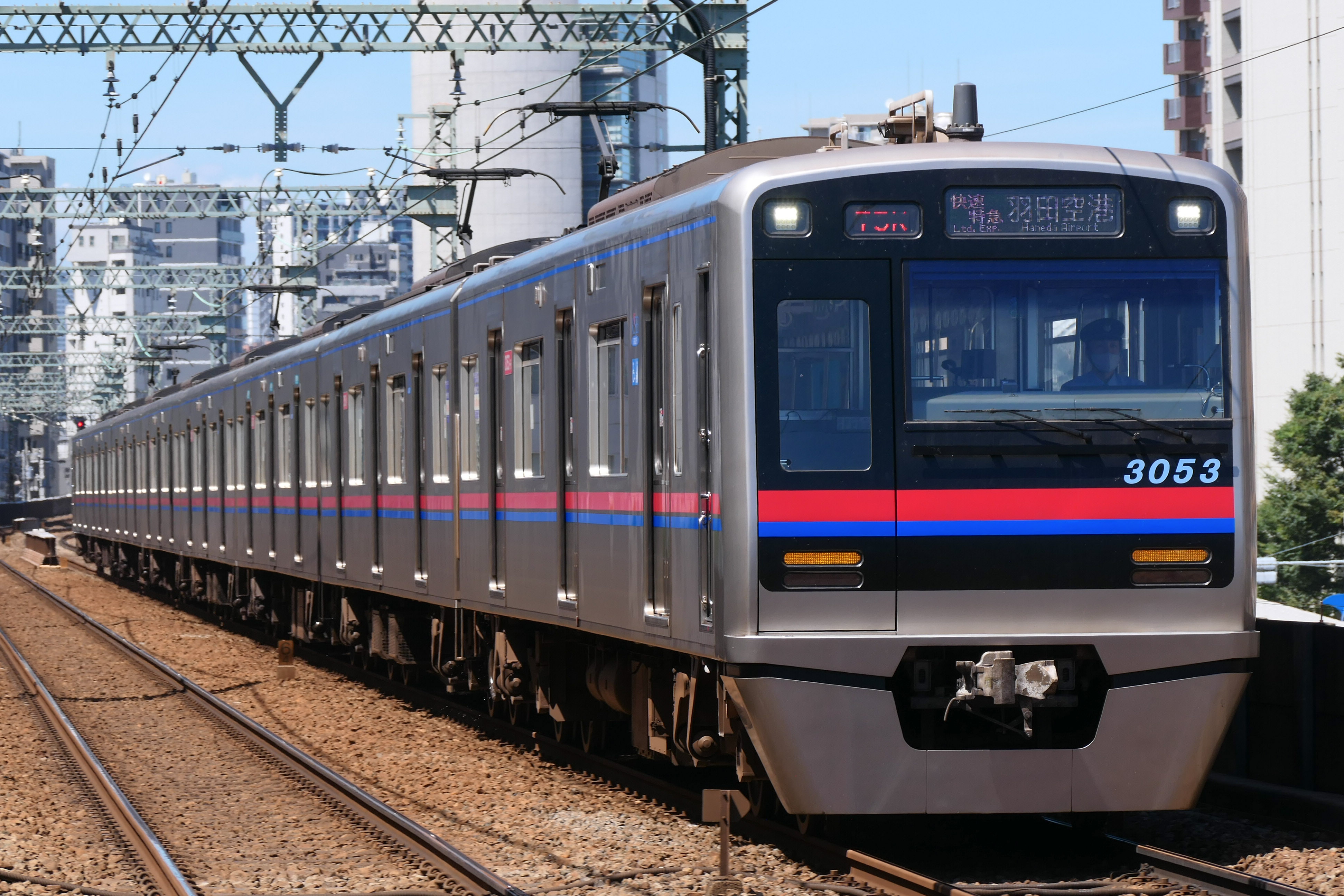
Keisei série 3000
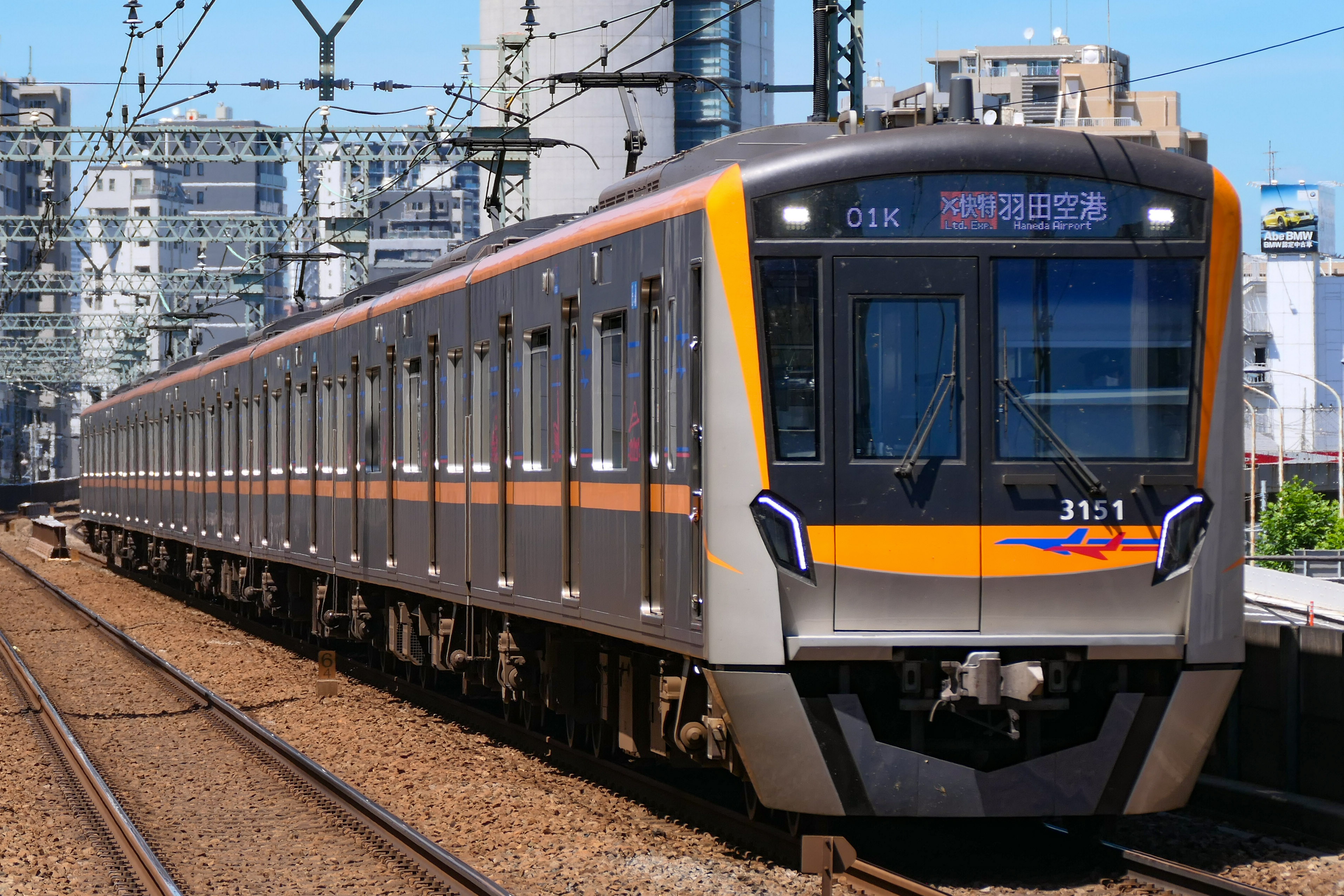
Keisei série 3100
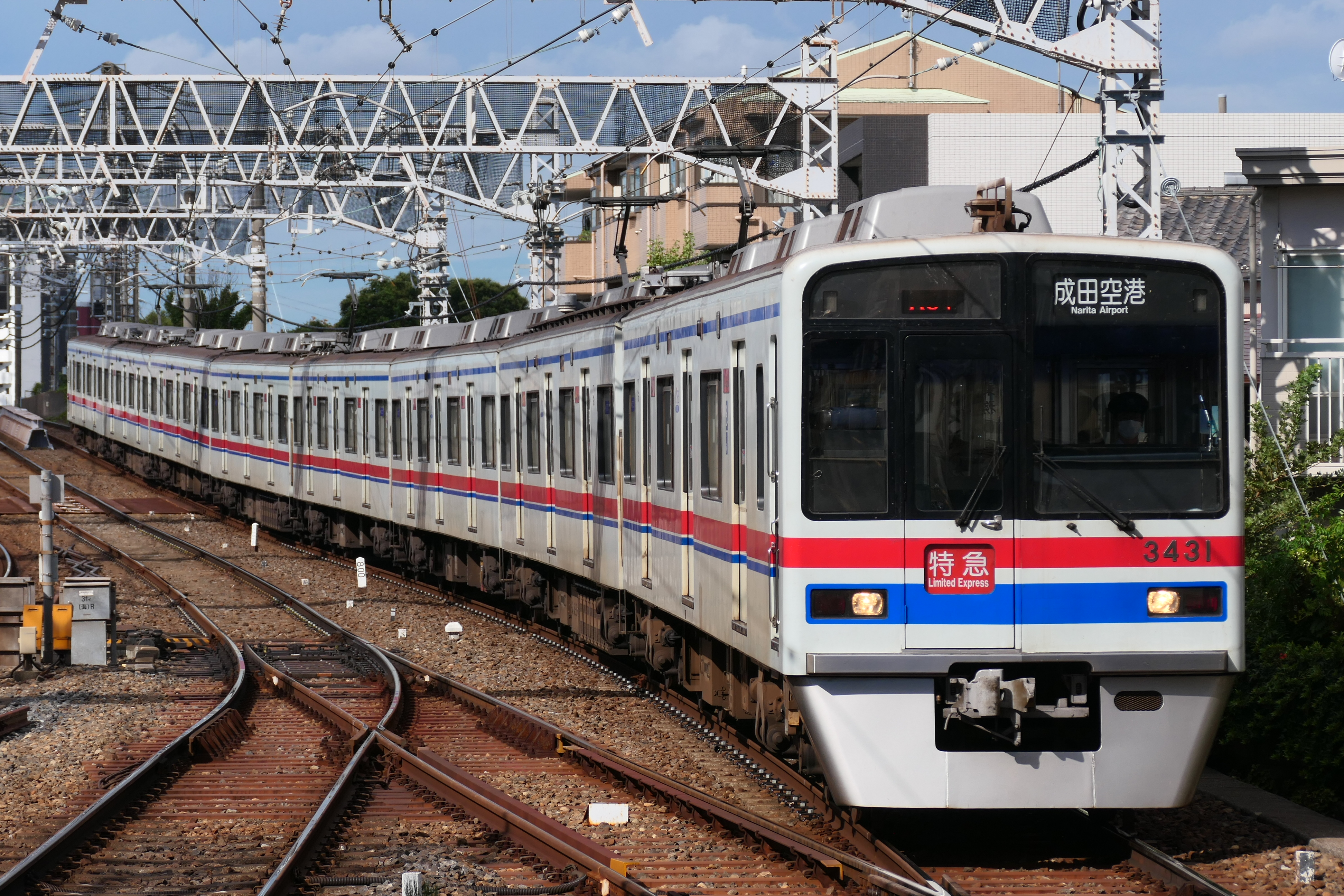
Keisei série 3400
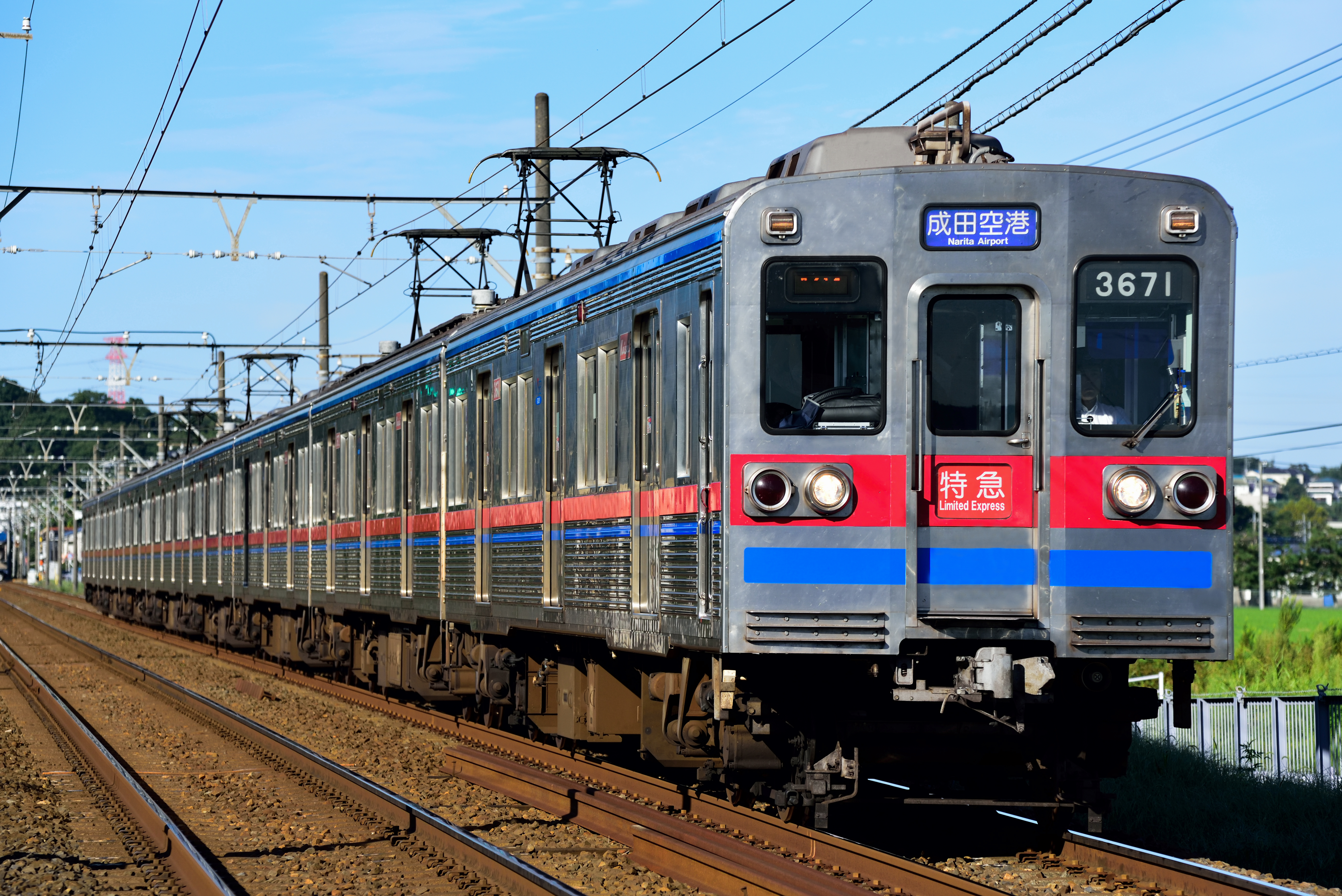
Keisei série 3600
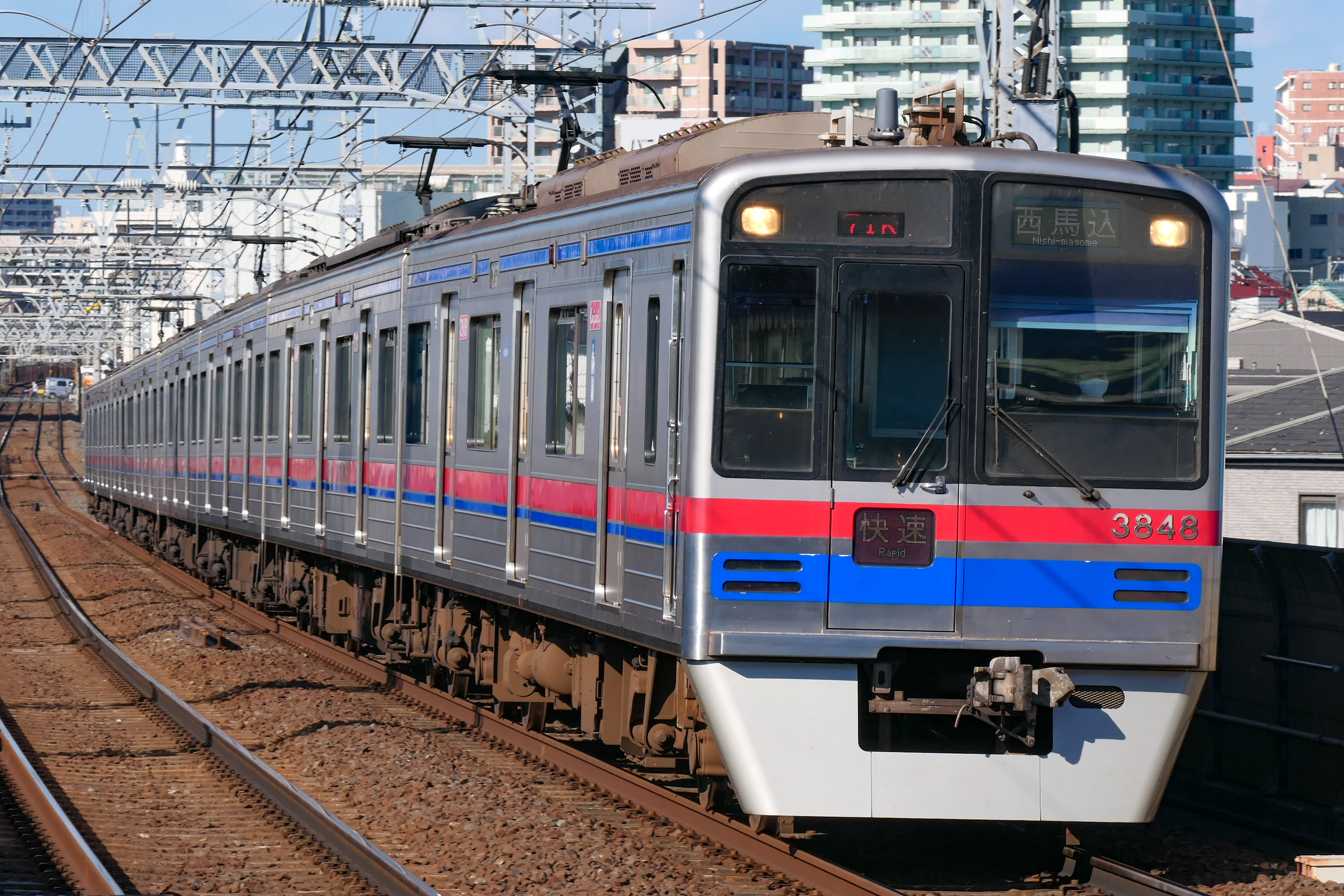
Keisei série 3700
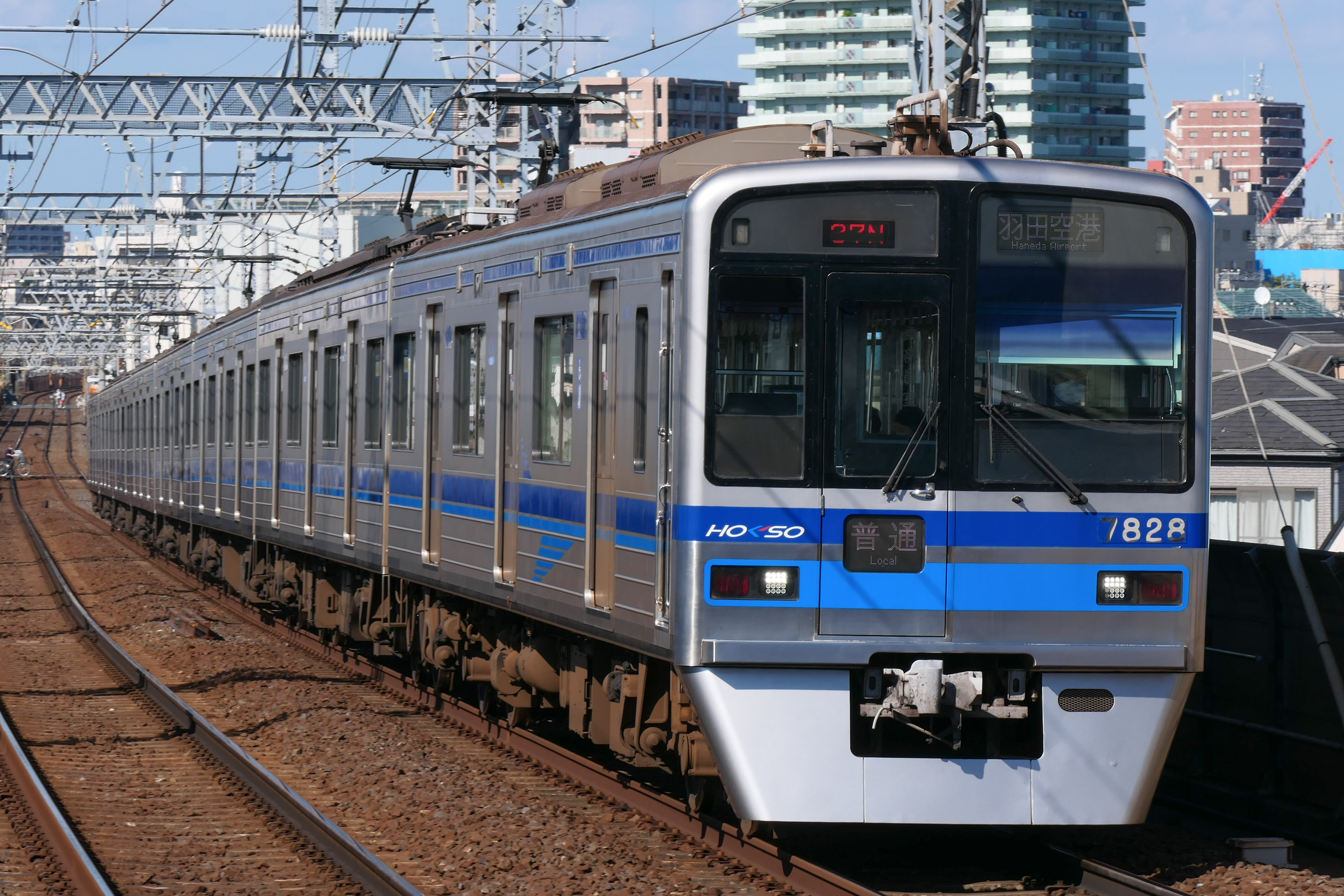
Hokusō série 7300
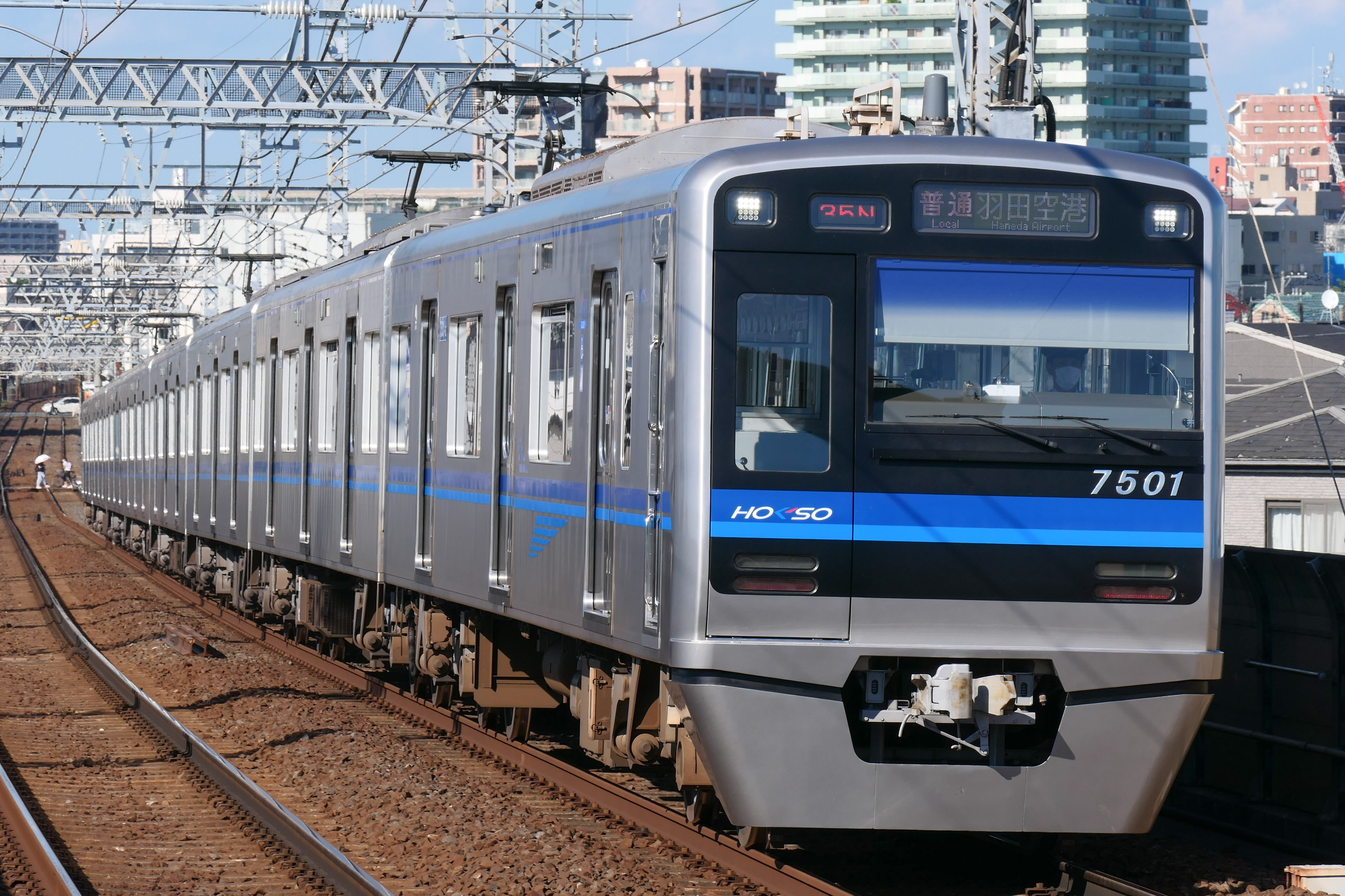
Hokusō série 7500
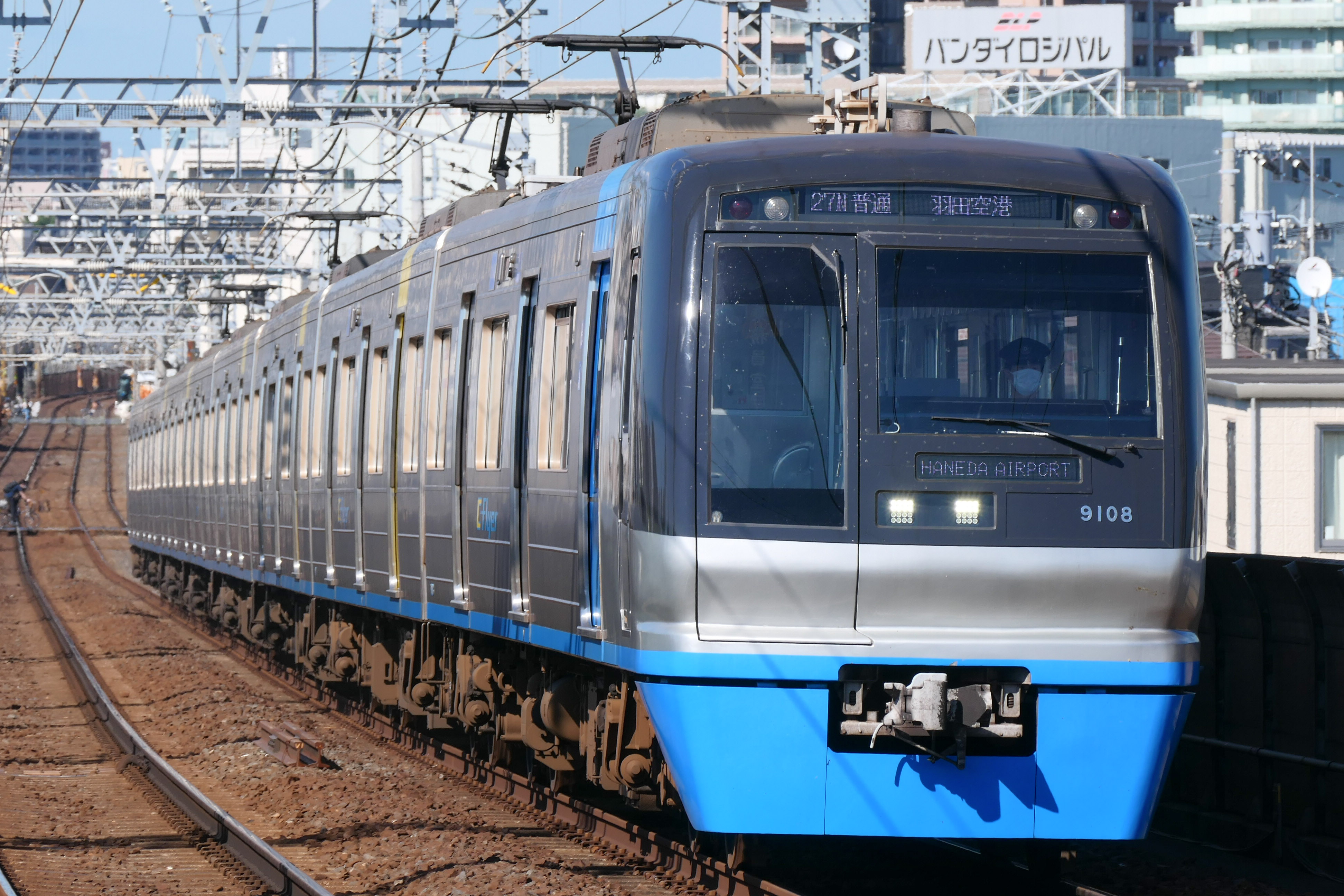
Chiba New Town série 9100
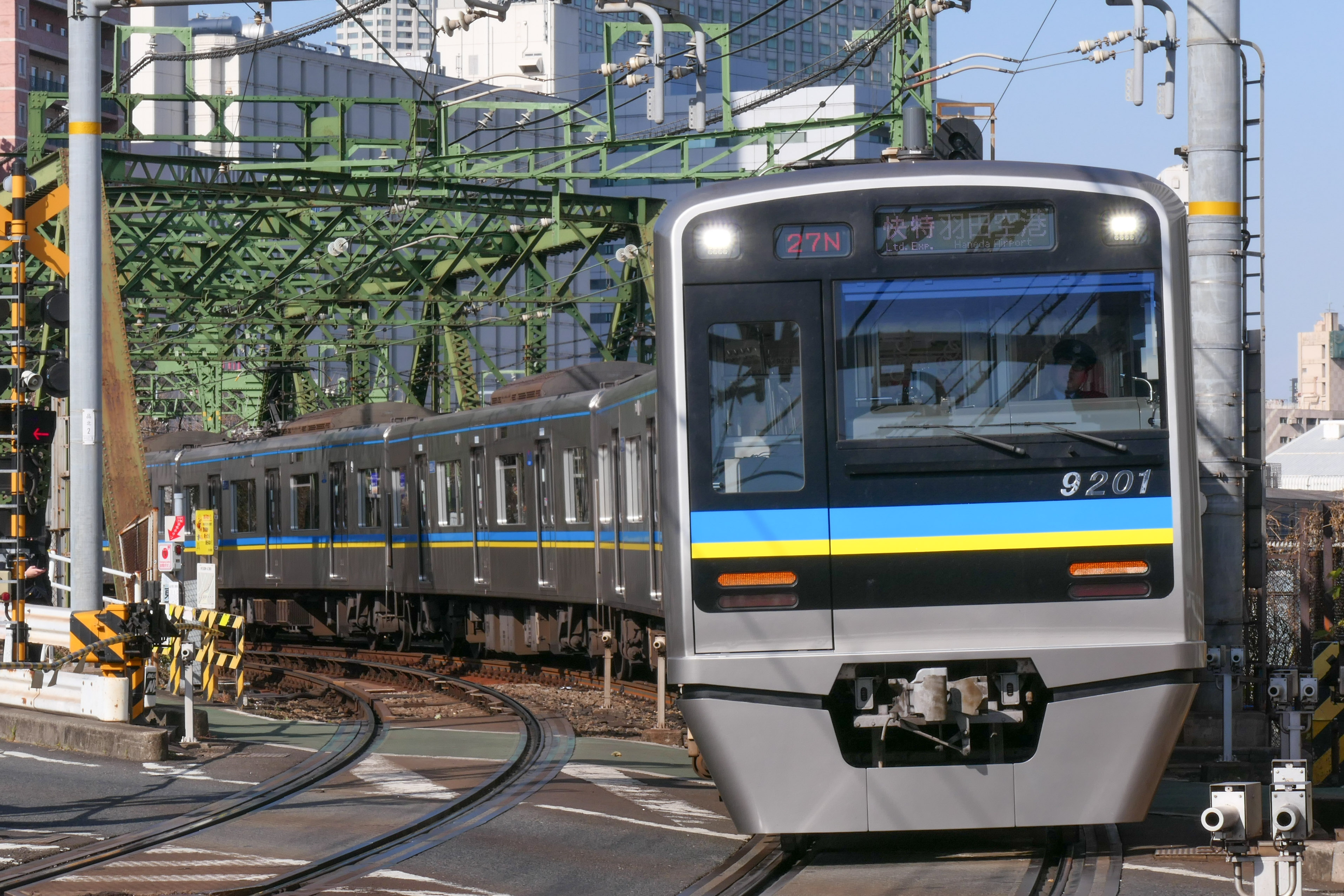
Chiba New Town série 9200
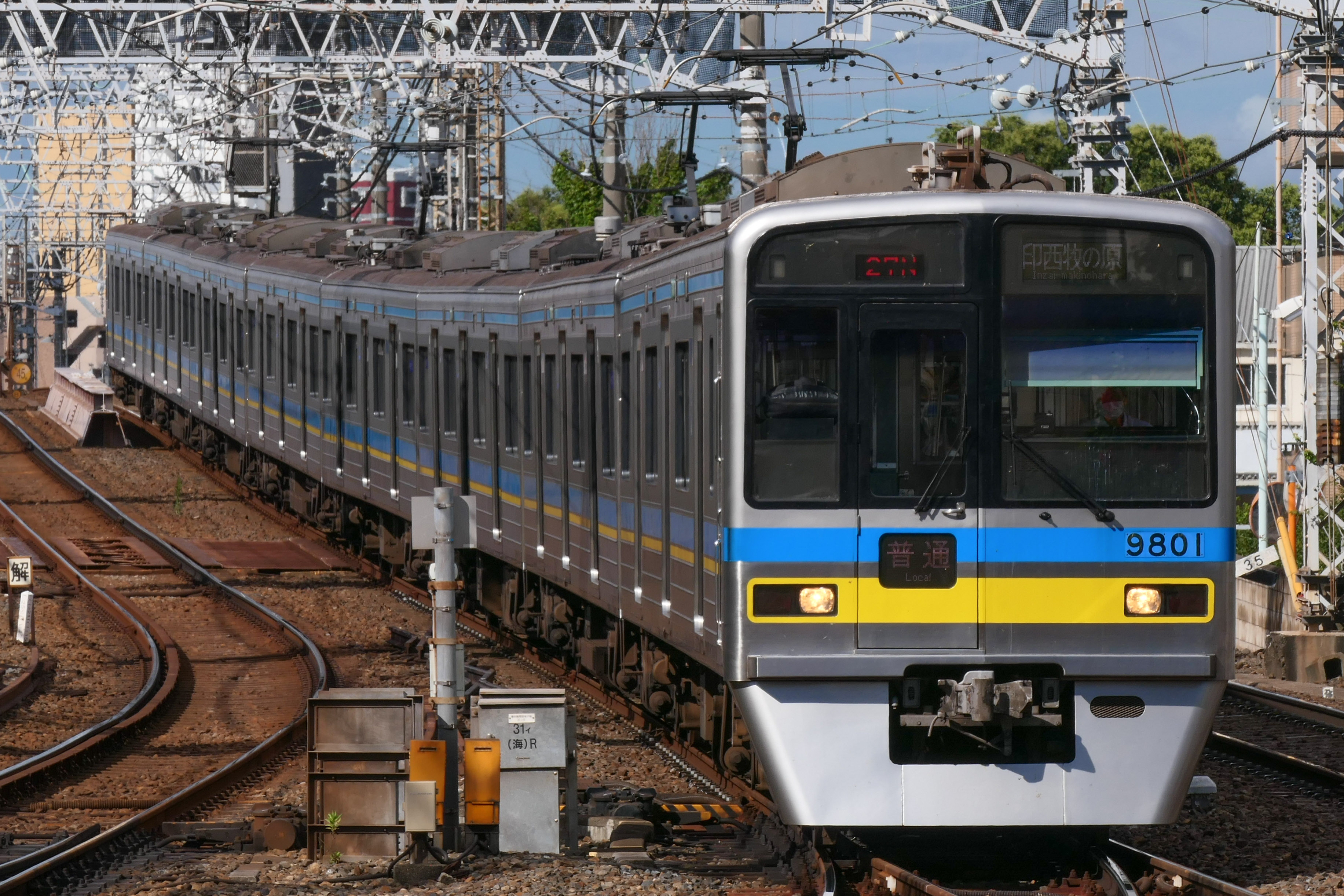
Chiba New Town série 9800